# Галеон
Галеон је назив за велики трговачки једрењак по облику трупа сличан галији - по којој је и добио име - који се у 16. веку развио од караке и каравеле.
Након открића прекоморских земаља, када галија и галеас због слабих пловидбених својстава нису били више погодни за прекоморска путовања, јавља се нова врста брода на једра, са високим боковима, добрих пловидбених особина. Иако је по правилу служио за превоз путника и робе, обично је био добро наоружан ради заштите од пирата. Обично су имали три до четири јарбола. 
У почетку је галеон имао косник и три, а касније и четири јарбола. Предњи јарболи имали су крижна једра, а крмени латинска. Сви јарболи су имали кошеве, а предњи два и наставке. Брод је имао две палубе, које су се протезале по целој дужини брода и карактеристичан надграђа - четвртасти каштел на прамцу и дугачки двоспратни касир на крми. У почетку је на боковима обе палубе било смештено по седам, а у надграђима по четири топа. 
Галеони су свој највећи врхунац доживели у 17. веку када су осим као трговачки коришћени и као ратни бродови. Тада им нестаје каштел а јачањем артиљеријског наоружања галеон прераста у нову врсту ратног брода - линијски брод. Многи су галеони потонули у олујама на Карипском мору док су пловили према Европи.
Назив галеон се задржао у Шпанији до краја XVII века за велике једрењаке који су одржавали промет са прекоморским земљама.
С мора су почели нестајати почетком 18. века.
Шпанска једрилица за обално рибарење, дужине до 15 метара, а ширине око седам метара такође се назива галеон.